# Breadtube
Breadtube, o LeftTube, es un término utilizado para referirse a un grupo impreciso e informal de creadores de contenido en línea que proporcionan opiniones editoriales y conferencias educativas de perspectivas socialistas, comunistas, anarquistas y de izquierda. Los creadores de BreadTube generalmente publican videos en YouTube que se comentan en otras plataformas en línea, como Reddit.
Según Kevin Roose en The New York Times, los creadores de BreadTube participan en una forma de "secuestro algorítmico". Elegirán centrarse en los mismos temas tratados por los creadores de contenido vinculado a la derecha política. Esto permite que sus videos se recomienden a las mismas audiencias que consumen videos de derecha o de extrema derecha y por lo tanto, exponer sus perspectivas a una audiencia más amplia.

## Orígenes
El término breadtube proviene del libro "La Conquista del Pan" de Peter Kropotkin, libro explicando cómo lograr el anarco-comunismo y cómo funcionaría una sociedad anarquía-comunista.
El movimiento de BreadTube en sí no tiene un origen claro, aunque muchos canales de Breadtube comenzaron en un esfuerzo por combatir el contenido contra guerreros de la justicia social que ganó la tracción a mediados de 2010.

## Canales notables
El término es informal y con frecuencia disputado, ya que no hay criterios acordados para su inclusión. Según The New Republic, en 2019, las cinco personas más comúnmente mencionadas como ejemplos son Natalie Wynn, Lindsay Ellis, Harry Brewis, Abigail Thorn, y Shaun, mientras que Kat Blaque y Anita Sarkeesian se citan como influencias significativas. Ian Danskin y Steven Bonnell  también se han descrito como parte de Breadtube. Varias de estas personas han rechazado la etiqueta.